# Luboš Kubík
Luboš Kubík (ur. 20 stycznia 1964 w Pradze) – piłkarz czeski.

## Kariera sportowa
Był piłkarzem SK Hradec Králové, Slavii Praga, Fiorentiny, FC Metz, 1. FC Nürnberg, 1. FK Drnovice, Chicago Fire oraz Dallas Burn, a także reprezentacji Czech, z którą zdobył srebrny medal Euro 96.
trener polskiego zespołu piłkarskiego Śląsk Wrocław, zdymisjonowany z pracy po serii słabszych meczów, następnie był menedżerem angielskiego Torquay United.